# Skjaldmær

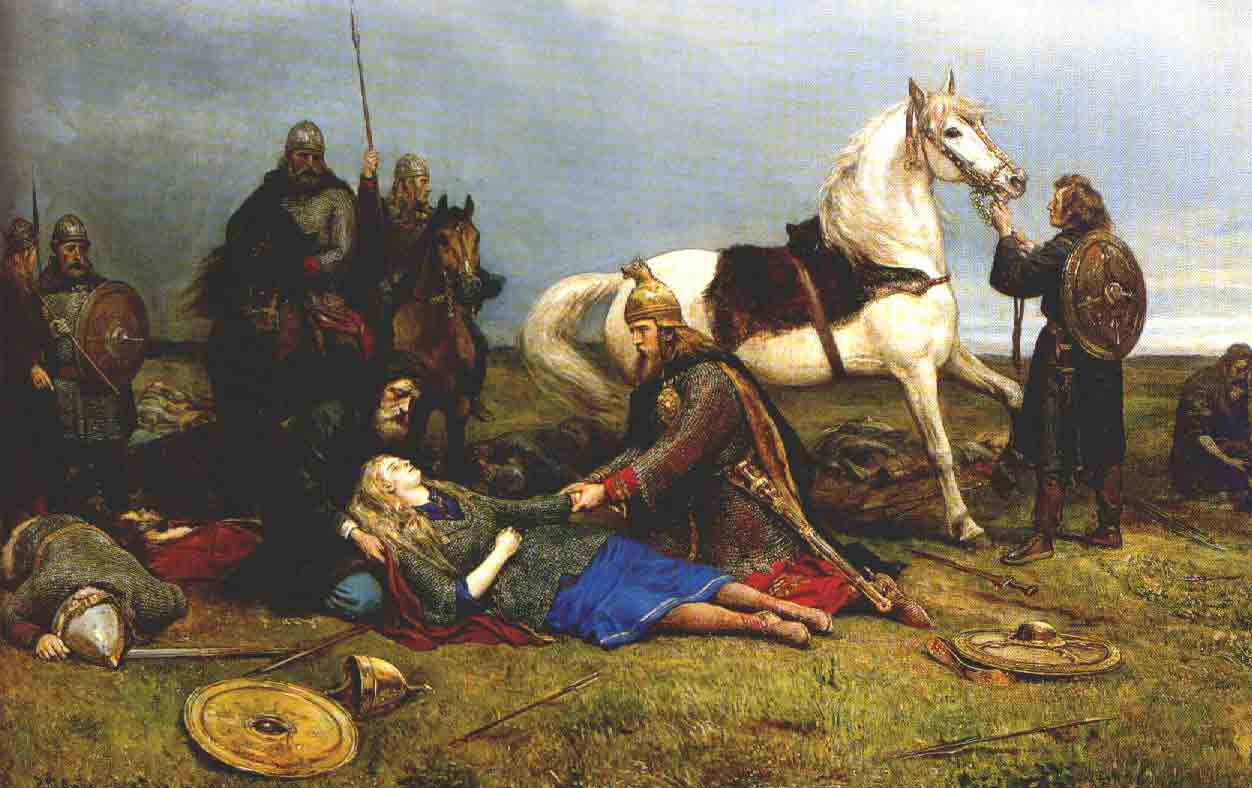
Hervor morente dopo la battaglia contro gli Unni. Dipinto di Peter Nicolai Arbo.

Nella mitologia norrena, una skjaldmær (in svedese sköldmö, in norvegese skjoldmø, in inglese shield maiden), in italiano fanciulla scudiera, era una donna che aveva scelto di combattere come guerriero.
Queste donne combattenti sono spesso menzionate nelle saghe; tra cui nella Saga di Hervör e nel Gesta Danorum. Alcune skjaldmær menzionate nelle saghe nordiche sono Brunilde nella Saga dei Völsungar, Hed, Visna e Veborg nel Gesta Danorum. Secondo il Nordisk familjebok, le skjaldmær appartengono anche ad altre popolazioni germaniche, come i Goti, i Cimbri e i Marcomanni. Si presume che le skjaldmær si siano ispirate alle mitiche valchirie.

## Esistenza storica

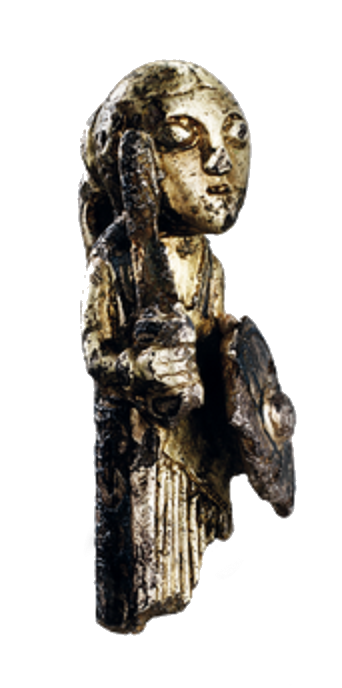
La valchiria di Hårby

L'esistenza storica delle skjaldmær è stata discussa a lungo. La più recente erudizione, condotta dall'archeologo Neil Price sostiene la loro esistenza. Altri studiosi, come la professoressa Judith Jesch, hanno invece citato una mancanza di prove per convalidare l'esistenza storica delle skjaldmær.

### Archeologia
Nonostante siano state rinvenute alcune tombe di coloni femminili contenenti al loro interno armi, gli studiosi non sono d'accordo su come queste dovrebbero essere interpretate. Le tombe analizzate dei norreni immigrati in Inghilterra suggeriscono una distribuzione in un qualche modo uguale di uomini e donne sepolti, la migrazione femminile potrebbe essere stata significativa come quella maschile e che le donne guerriere si trovavano in Inghilterra fin dalle prime fasi dell'espansione vichinga. In un tie-in speciale della serie televisiva Vikings, Neil Price ha mostrato una sepoltura a Birka risalente al X secolo ritrovata negli anni 1970, contenente diverse armi e ossa di due cavalli ma che successivamente con l'analisi di Anna Kjellström si rivelerà essere in realtà la tomba di una donna. Nel 2017, l'analisi del DNA ha confermato che la persona era di sesso femminile, la tomba fu denominata la "Guerriera vichinga di Birka", ma altri studiosi come Judith Jesch ritengono che la conclusione sia prematura.

### Racconti storici
Sono presenti testimonianze storiche in cui vedono le donne vissute durante l'epoca vichinga prendere parte alla guerra. Giovanni Scilitze, uno storico bizantino, riporta che le donne combatterono in battaglia quando Svjatoslav I di Kiev attaccò i bizantini in Bulgaria nel 971. Quando i Variaghi (da non confondere con la Guardia variaga bizantina) subirono una sconfitta devastante nell'assedio di Dorostolon, i vincitori rimasero stupiti vedendo tra i guerrieri caduti anche delle donne armate. Quando Leif Erikson e Freydís Eiríksdóttir (la sorellastra di Leif) si trovarono a Vinland, si dice che la donna fosse a petto nudo, prese in mano una spada e spaventò gli skrælingjar che li stavano attaccando. Il combattimento viene raccontato nel Grœnlendinga saga, anche se non si riferisce esplicitamente a Freydís come una skjaldmær.
Saxo Grammaticus, nel suo Gesta Danorum, riporta come nella semileggendaria battaglia di Bråvalla, combattuta verso la metà dell'VIII secolo tra gli altrettanto semileggendari Sigurðr Hringr re degli Svedesi e Geati Occidentali e suo zio Harald Hildetand re dei Danesi e Geati Orientali, delle skjaldmær avessero militato - ricoprendo persino ruoli di comando - nello schieramento danese:
(Saxo Grammaticus, Gesta dei re e degli eroi danesi [Libro VIII, prima parte], traduzione di Ludovica Koch, Giulio Einaudi editore, 1993, ISBN 88-06-13261-X)

## Nella mitologia
Alcuni esempi di skjaldmær menzionate per nome nelle saghe leggendarie sono: Brunilde nella Saga dei Völsungar, Hervor nella Saga di Hervör, Brunilde nella Saga di Bósi e Herrauðr, la principessa svedese Thornbjǫrg nella Hrólfs saga Gautrekssonar, la principessa Hed, Visna, Lagertha e Veborg nel Gesta Danorum.
Due skjaldmær appaiono in alcune traduzioni della Saga di Hervör. La prima donna si chiamava Hervor, era conosciuta per aver assunto ruoli tipicamente maschili all'inizio della sua infanzia e spesso depredava i viaggiatori nei boschi vestendosi come un uomo. Più tardi nella sua vita, rivendicò la spada maledetta Tyrfing dal luogo di sepoltura di suo padre e divenne una razziatrice marittima. Alla fine si stabilì e si sposò. Anche sua nipote, che fu chiamata Hervor come lei, comandò le forze contro gli Unni invasori. Anche se la saga commenta il suo coraggio, la donna morì sul campo di battaglia a causa delle gravi ferite subite. Le studiose Judith Jesch e Jenny Jochens ipotizzano che il destino spesso tragico a cui le vanno incontro skjaldmær o il loro improvviso ritorno a ruoli tipicamente femminili sia una testimonianza del loro ruolo di figure fantastiche maschili e femminili, nonché emblematico della pericolosità che le antiche popolazioni nordiche avvertivano nell'abbandonare i ruoli di genere.

### Brunilde e Gudrun

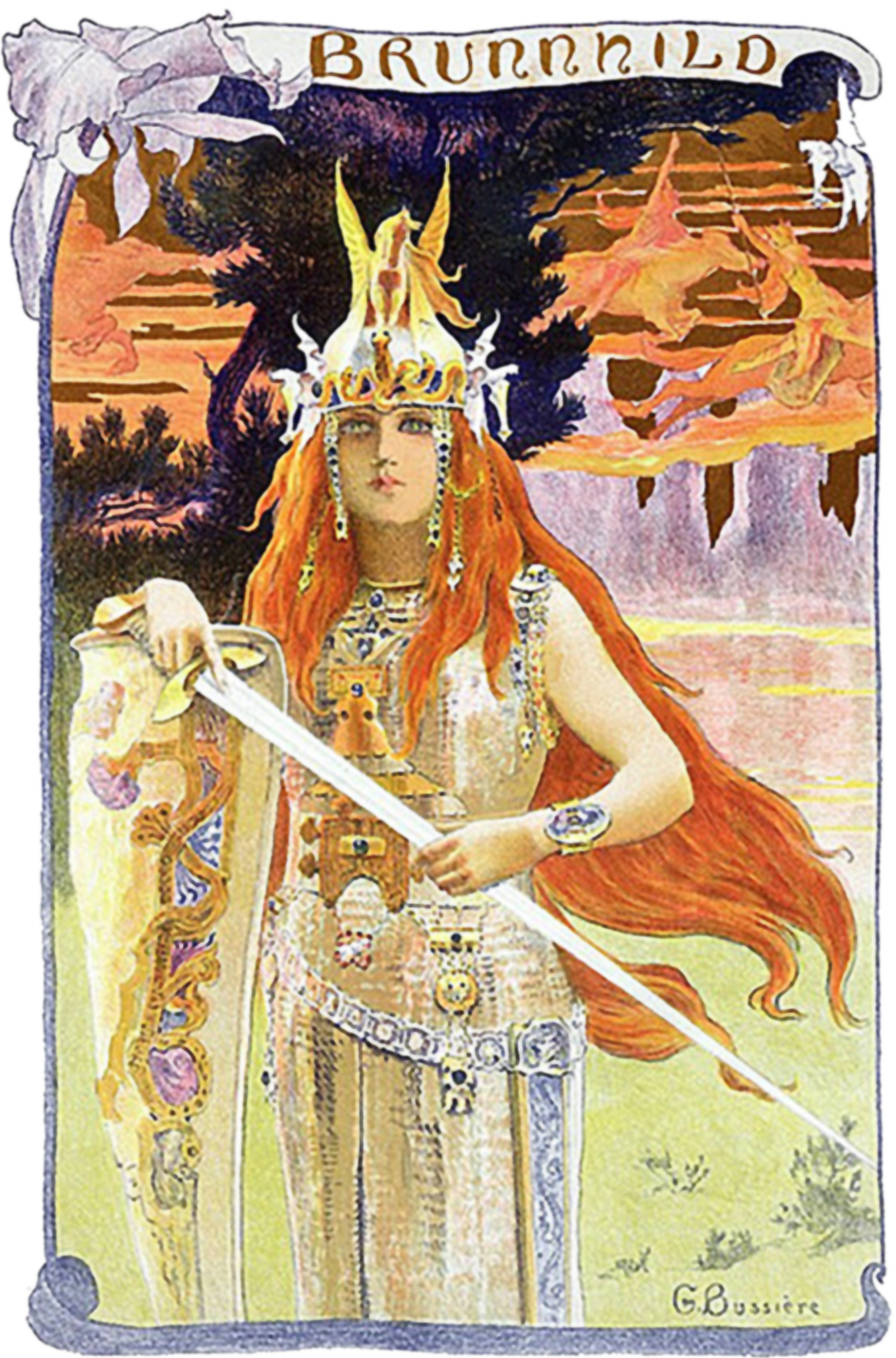
Brunnhild (1897), dipinto di Gaston Bussière

Brunilde nella Saga dei Völsungar, insieme alla sua rivale in amore, Gudrun, fornisce un esempio di come una skjaldmær sia paragonata alla femminilità aristocratica più convenzionale nelle saghe. Brunilde è interessata principalmente all'onore, proprio come un guerriero. Quando finisce sposata con il fratello di Gudrun, Gundicaro invece di Sigfrido, l'uomo che intendeva sposare, Brunilde recita una strofa confrontando il coraggio dei due uomini:
And that afterward will be

Forgotten by no one

While men still live.

Yet your brother

Neither dared

To ride into the fire

Nor to leap across it.»
Che in seguito sarà

Dimenticato da nessuno

Mentre gli uomini vivono ancora.

Eppure tuo fratello

Nessuno dei due ha osato

Cavalcare verso il fuoco

Nemmeno attraversarlo.»
Brunilde è sposata con Gundicaro e non con Sigfrido a causa dell'inganno e della malizia, inoltre una pozione è stata data a Sigfrido per far dimenticare il suo precedente rapporto con lei. Brunilde è sconvolta non solo per la perdita di Sigfrido, ma anche per la disonestà. Analogamente alla sua controparte maschile, la skjaldmær preferisce fare le cose in modo semplice, senza l'inganno considerato classicamente femminile in gran parte della letteratura medievale. Brunilde decide di mettere in atto la sua vendetta, nonostante causerebbe la morte di se stessa, di Sigfrido e del figlio di Sigfrido. Uccidendo il bambino, dimostra una comprensione della faida e della responsabilità filiale, se fosse vissuto a lungo, il ragazzo sarebbe cresciuto con il dovere di vendicarsi della famiglia di Brunilde.
Gudrun ha una preoccupazione simile per i legami familiari, ma in un primo momento non agisce direttamente. È più incline ad incitare i suoi parenti maschi all'azione che a prendere le armi lei stessa. Gudrun non è una skjaldmær, Brynhildr la deride per questo, dicendogli: "Chiedi solo cosa è meglio per te sapere. Questo è adatto per le donne nobili. Ed è facile essere soddisfatti mentre tutto ciò accade secondo i vostri desideri." Nei suoi matrimoni successivi, è disposta ad uccidere i suoi figli, bruciare una sala e inviare i suoi altri figli a vendicare l'omicidio di sua figlia Svanhildr. Nel mondo delle saghe, le donne possono essere onorevoli e spietate, proprio come gli eroi maschili. Mentre una skjaldmær non ricopre il ruolo tipico di una donna, la sua forza di carattere si trova anche nelle donne più domestiche in queste storie.

## Nella cultura di massa
Le guerriere vichinghe ispirate alle saghe norrene sono ritratte in numerose opere di narrativa storica e fantasy, anche in opere come la serie televisiva canadese Vikings. La serie raffigura Lagertha (interpretata da Katheryn Winnick) come la più grande shieldmaiden del mondo. Nella serie televisiva norvegese Beforeigners, Alfhildr Enginnsdottir (interpretata da Krista Kosonen) e Urd (interpretata da Ágústa Eva Erlendsdóttir) sono shieldmaiden, che combatterono al fianco di Thorir Hund contro Olaf II di Norvegia. Alfhildr più tardi si ritrova in una Norvegia moderna dopo che cade in un buco temporale e adesso lavora come ispettrice di polizia.
Spiegando l'inclusione di una donna guerriera vichinga, protagonista nel videogioco Assassin's Creed: Valhalla, Thierry Noël, il consulente storico del gioco ha detto: "Le fonti archeologiche sono molto dibattute su questo tema in specifico. Ma faceva parte della concezione norrena del mondo. Le saghe e i miti della società norrena sono pieni di personaggi femminili e guerrieri tosti. Era parte della loro idea del mondo, che le donne e gli uomini sono ugualmente formidabili in battaglia." Canonicamente il personaggio principale del gioco può essere un maschio o una femmina (il sesso del protagonista si può scegliere all'inizio del gioco) di nome Eivor Varinsdottir, leader del Raven Clan, affiancato dal fratello adottivo Sigurd Styrbjornsson.
Una loro trasposizione si trova nell'opera di J. R. R. Tolkien Il Signore degli Anelli, nel personaggio di Éowyn e nell'opera di Nancy Farmer Il mare dei Troll con il personaggio di Thorgil.
Una di queste guerriere è presente nel videogioco per mobile Clash Mini, pubblicato dalla Supercell, nel quale figura come uno degli eroi principali.